# Josef Blažej Smrček
Josef Blažej Smrček (28. prosince 1751, Nové Město nad Metují – po roce 1799?) byl český řádový hudebník a skladatel, člen Hospitálského řádu sv. Jana z Boha.

## Život
O jeho životě není mnoho známo. V roce 1773 vstoupil do řádu Milosrdných bratří a byl varhaníkem a regenschorim v několika řádových kostelích na území tehdejšího Rakouska.
V době svého působení ve Vídni byl údajně žákem Josepha Haydna. V roce 1799 působil jako prokurátor a podpřevor pražského konventu řádu.

## Dílo
Komponoval klavírní sonáty, symfonie a chrámové skladby. Z chrámových skladeb se dochovalo:
- Ofertorium na Květnou neděli
- Improperium exspectavit (věnováno loretánskému regenschorimu Strobachovi)
- Duchovní árie
- 2 De adventu
- 2 rorate
- Nešpory
- Moteta